# COVID-19 e medicina tradizionale cinese
La Cina è stata uno dei primi paesi colpiti dall'epidemia di SARS-CoV-2. La medicina tradizionale cinese è stata utilizzata per ridurre i sintomi clinici dei pazienti e prevenire il progredire della malattia. Al 2021 non esistono prove di efficacia.

## Rimedi fitoterapici
Tra i rimedi utilizzati nella medicina tradizionale cinese abbiamo:
- Glycyrrhiza
- Buccia di mandarino
- Ophiopogon japonicas
- Astragalus membranaceus
- Scutellaria baicalensis
- Saposhniovia divaricata radice
- Atractylodes macrocephala
- Caprifoglio,
- Atractylodes lancea
- Agastache rugosa
- Platycodon grandiflorus
- Forsythiae frutta
- Rhizoma belamcandae
- Bulbo fritillare del Sichuan
- Semi di albicocca amara
- patata dolce
- Radix glycyrrhizae,
- Poria cocos
- Menthae Haplocalycis herba

Le formulazioni tradizionali comunemente usate sono il decotto Maxing Shigan, la polvere di Yin Qiao e il decotto Xuanbai Chengqi.
I farmaci brevettati cinesi includono Angong Niuhuang, Xuebijing e Lianhua Qingwen.
I farmaci abbinati più comuni sono Ephedra e Semen armeniacaeamarae, Fructusforsythiae e liquirizia.

## Studi
In base a un sondaggio su diversi medicinali erboristici tradizionali cinesi utilizzati a Wuhan, è stato pubblicato uno studio sulla rivista Phytomedicine. I rimedi erano i costituenti di due formulazioni tradizionali cinesi, usate per i sintomi iniziali associati alla malattia COVID-19:
- Decotto Ma xing shi gan (MXSG) contenente quattro erbe tra cui Ephedra sinensis, Semen armeniacae amarum, Glycyrrhiza, Gypsum fibrosum esso è stato: per il trattamento del calore polmonare, della tosse e dell'asma.
- Decotto Gancao ganjiang (GCGJ) contenente due erbe tra cui Radix glycyrrhizae e Rhizoma zingiberis. "Utilizzato per dolore epigastrico, vomito acido, dolore intestinale, drenaggio addominale, dolore toracico e alla schiena, vertigini, asma, dolore addominale mestruale , ecc.".

NB: i termini dei sintomi sono quelli della MTC.
Mentre per le fasi più avanzate della malattia sono stati usati altri preparati della tradizione cinese:
- Decotto Qingfeipaidu (QFPD) che include ventun componenti.Gli autori spiegano che è utile nei pazienti con infezione precoce, lieve e pesante e raccomandato anche per il trattamento di pazienti critici. L'efficacia complessiva è superiore al 92 percento.
- Decotto Sheganmahuang (SMD) che include "9 erbe tra cui Radix BELAMCANDA, Ephedra sinensis, Rhizoma Zingiberis recentemente, Asarum sieboldii, Radix Asteris, fiore Farfarae, Ziziphus jujuba, Pinelliae Rhizome Prepare With Zingibere, Schisandra chinensis seeds", utile nell'asma.
- Decotto Maxingshigan (MXSG) che riduce l'infiammazione polmonare e migliora le condizioni generali di influenza e polmonite. Gli autori scrivono: "Il decotto MXSG agisce sulla COVID-19 agendo sulle citochine IL-6, TNF-α, MAPK-8, MAPK-3, CASP-3, TP53, IL-10, CXCL-8, MAPK-1, CCL- 2, IL-1β, IL-4, PTGS-2, ecc." Può quindi aiutare in caso di COVID-19 grave.
- Lianhuaqingwen capsula (LH) che contiene “11 erbe tra cui Fructus Forsythiae, Lonicera japonica, Ephedra sinensis, Semen armeniacae amarum, Isatis tinctoria, Rhizoma dryopteridis Crassi rhizomatis, Herba Houttuyniae, Agastache rugosa, Rheum palmatum, Radix et Rhizoma Rhodiolae Crenulatae, e Glycyrrhiza, insieme al mentolo e a una medicina minerale tradizionale cinese, il Gypsum fibrosum ”. Questo è buono come antinfluenzale ”e ha anche altre proprietà, effetti antibatterici, antipiretici, analgesici, antinfiammatori, antitosse, catarro e regolatori della funzione immunitaria”. È stato dimostrato che impedisce la replicazione del virus SARS CoV-2.
- Granuli Jinhuaqinggan (JHQG) che contiene caprifoglio e altri componenti. Esso riduce il "recettore Toll-like 3 e la chinasi-1" prodotti dalle infezioni da Virus respiratorio sinciziale umano.

Le conclusioni dello studio dicono che questi preparati a base di erbe possono avere attività antivirali dirette, e inoltre sono certamente in grado di alleviare due sintomi significativi della COVID-19: la congestione polmonare e la diarrea.
Altri ricercatori dell'Ospedale Tongji, Tongji Medical College, Huazhong University of Science and Technology di Wuhan, suggeriscono, testando i prodotti su dei topi, come in un caso familiare con tre soggetti affetti dall'infezione COVID-19, l'uso combinato di farmaci della medicina occidentale e prodotti della medicina tradizionale cinese brevettata (Shuang-huang-lian liquido orale, SHL) abbia dato risultati incoraggianti meritevoli di ulteriori approfondimenti clinici.
Altre pubblicazioni suggeriscono l'uso di rimedi della MTC come:
- Il Shuang-Huang-Lian (SHL),[6] è una formulazione commerciale antimicrobica comprendente Lonicerae Japonicae Flos, Scutellariae Radix e Fructus Forsythiae che è ufficialmente registrata nella Farmacopea cinese.[7] L'SHL attenua l'iperesponsività delle vie aeree e delle vie aeree eosinofile (EAI) principalmente attraverso l'inibizione dell'attivazione dei mastociti e dell'immunità Th2 mediata, ciò può aiutare a chiarire la farmacodinamica dell'SHL nel trattamento dell'asma e supportarne l'uso clinico.[5] Secondo ricercatori dell'Institute of Medicinal Plant Development, Chinese Academy of Medical Sciences & Peking Union Medical College di Pechino il SHL agisce anche abbassando i livelli di citochine infiammatorie, come TNF-α, IL-1β e IL-6; questi effetti inibitori agiscono principalmente tramite ERK1/2- e AP-1 mediata da p38 anziché tramite dalla via classica via del NF-κB.[5]
- Rhizoma Polygoni Cuspidati e Radix Sophorae Tonkinensis.[8]

Una metanalisi che prende in considerazione due articoli e un numero limitato di pazienti suggerisce che il trattamento della nuova polmonite con il decotto di loto rimedio della medicina tradizionale cinese può essere utilizzato come terapia efficacia per migliorare i sintomi clinici della nuova polmonite virale.
Il governo cinese ha annunciato che la medicina tradizionale cinese è una delle opzioni terapeutiche raccomandate per il trattamento della COVID-19 nella terza versione delle linee guida sul trattamento COVID-19, pubblicate il 23 gennaio 2020. Questo testo è stato redatto a seguito dell'esperienza conseguita in Cina durante l'epidemia COVID-19 da parte dell'Ospedale University School of Medicine di Zhejiang, Cina. Tingbo Liang, Presidente del Primo Ospedale Affiliato, Zhejiang University School of Medicine, è il redattore capo del manuale, mentre gli sponsor sono stati Jack Ma Foundation e la Alibaba Foundation.
Il testo di 68 pagine è suddiviso in 4 parti e 30 capitoli. Può essere considerato lo stato dell'arte cinese circa la gestione dell'infezione COVID-19.